# Мщонув
Мщо́нув (пол. Mszczonów) — місто в центральній Польщі.
Належить до Жирардовського повіту Мазовецького воєводства.

## Демографія
Демографічна структура станом на 31 березня 2011 року:
|          | Загалом | Допрацездатний вік | Працездатний вік | Постпрацездатний вік |
| -------- | ------- | ------------------ | ---------------- | -------------------- |
| Чоловіки | 2977    | 595                | 2101             | 281                  |
| Жінки    | 3392    | 617                | 2037             | 738                  |
| Разом    | 6369    | 1212               | 4138             | 1019                 |